# Корбитт, Грег
Грегори Дин (Грег) Корбитт (англ. Gregory Dean (Greg) Corbitt; род. 2 сентября 1971, Перт) — австралийский хоккеист на траве, нападающий. Серебряный призёр летних Олимпийских игр 1992 года, двукратный бронзовый призёр чемпионата мира 1990 и 1994 годов.

## Биография
Грег Корбитт родился 2 сентября 1971 года в австралийском городе Перт.
Играл в хоккей на траве за «Виктория Парк» из Перта.
В составе сборной Австралии трижды выигрывал медали Трофея чемпионов: золотые в 1989 году в Западном Берлине и в 1993 году в Куала-Лумпуре, серебряную в 1992 году в Карачи.
Дважды выигрывал бронзовые медали чемпионата мира. В 1990 году в Лахоре забил 5 мячей, став лучшим снайпером команды. В 1994 году в Сиднее мячей не забивал.
В 1992 году вошёл в состав сборной Австралии по хоккею на траве на летних Олимпийских играх в Барселоне и завоевал серебряную медаль. Играл на позиции нападающего, провёл 4 матча, забил единственный мяч австралийцев в финале против сборной Германии (1:2).
В течение карьеры провёл за сборную Австралии 130 матчей.